# Rafah
Rafah (někdy též Rafáh, arabsky: رفح, Rafaḥ) je palestinské město v jižním cípu Pásma Gazy; jeho část se však nachází i na egyptské straně hranice. Leží 30 kilometrů jižně od Gazy a jeho populace je z převážné většiny tvořena palestinskými uprchlíky. Rafah je správním městem rafahského guvernorátu. V jižní části města se nachází Mezinárodní letiště Jásira Arafata, jediné letiště v Pásmu Gazy, které bylo v provozu v letech 1998 až 2001 (poté bylo zničeno bombami a buldozery izraelské armády). Ve městě je hraniční přechod Rafah, jediný hraniční přechod mezi Pásmem Gazy a Egyptem.

## Historie
Archeologickými nálezy je osídlení doloženo od 3. tisíciletí před naším letopočtem. První dochovaný nápis z roku 1303 př. n. l. uvádí sídlo s názvem Rph (Rafia) egyptského faraóna Setiho I. V roce 925 př. n. l. se Rafia stala první zastávkou na tažení faraóna Šešonka I. do Levanty a v roce 720 př. n. l. zde syrský král Sargon II. zvítězil nad Egypťany.

### Helénské a římské období
Za vzestupu Římské říše ještě v roce 217 př. n. l. faraón Ptolemaios IV. Filopatór dokázal Římanům čelit a s více než sto tisíci vojáky a stovkami slonů zvítězil v jedné z největších bitev starověké Levanty nad Antiochem III.
Za vlády Seleukovců zde roku 167 př. n. l. syrský král Antiochos III. Megás pro zachování míru provdal svou dceru Kleopatru I. za krále Ptolemaia V.
Město pak dobyl Alexandr Jannaios a drželi je Hasmoneové, dokud nebylo za Pompeia a Gabinia znovu postaveno, právě Gabinios se roku 57 př. n. l. zasloužil o novou kamennou architekturu. O existenci Rafahu se zmiňují Strabón, itinerář římského císaře Antonina Pia, a je zobrazen na mapě Madaby.

### Byzantské období
Bylo ustaveno biskupství, z té doby pocházejí nálezy byzantské keramiky a mincí. Na koncilu v Efezu roku 431 Rafah zastupoval biskup Romanos. Rafah je do současnosti titulárním stolcem římskokatolické církve, která zde však nemá své zastoupení. Až do konfliktu roku 2023 se uvádělo zastoupení řecké ortodoxní církve.

### Muslimové
Rafah byl dobyt armádou Rašídského chalífátu v roce 635 n. l. a následně důležitým obchodním městem během raného muslimského období. Za Umájjovců a Abbásovců byl Rafah nejjižnější hranicí Palestiny. Podle arabského geografa Al-Ya'qubiho to bylo poslední město v provincii Sýrie a na cestě z Ramly do Egypta. Židovská komunita se ve městě usadila v 9. a 10. století a znovu ve 12. století. Jako většina měst jižní Palestiny měl přístav na pobřeží (nyní Tell Rafah), zatímco město bylo ve vnitrozemí. V roce 1226 arabský geograf Yaqut al-Hamawi píše o bývalém významu Rafahu v raném arabském období a říká, že to bylo „staré vzkvétající město s trhem, mešitou a hostinci“. Pokračuje však současným stavem Rafahu "v troskách".

### Osmanské a egyptské období
Rafah se v roce 1596 objevil v osmanských daňových rejstřících, měl 15 domácností, všechny muslimské, platili daně z pšenice, ječmene, letních plodin, příležitostných příjmů, koz a/nebo včelích úlů. V roce 1799 prošla Rafahem Napoleonova francouzská armáda během svého tažení do Egypta a Sýrie. V letech 1832–1840 oblast okupovala egyptská armáda Muhammada Aliho.
Francouzský průzkumník Victor Guérin při návštěvě Rafahu v květnu 1863 zaznamenal městskou bránu v podobě dvou žulových sloupů (Bab el Medinet). V roce 1881 městem projížděl rakouský arcivévoda Ludvík Salvátor a do svého cestopisu zapsal: „Na silnici, v polích a v písku se setkáváme s fragmenty šedých žulových sloupů, které stále stojí, a jeden jsme viděli ležet na zemi napůl pohřbený, ... Sloupy jsou pozůstatky starověkého chrámu Raphia a mají pro Araby zvláštní význam: nazývají je Rafah, protože označují hranici mezi Egyptem a Sýrií.“'

### Britské období
9. ledna 1917 dobyli Rafah Britové a poprvé se odsud pokusili o dobytí Gazy. Následovala stálá přítomnost britských vojenských základen. Při sčítání lidu v Palestině v roce 1922 zde bylo 599 obyvatel, všichni muslimové. V roce 1931 se počet obyvatel Rafahu zvýšil na 1423 obyvatel ve 228 domech, jen muslimských. V roce 1945 měl Rafah čistě muslimskou populaci 2 220 lidí.
Po arabsko-izraelské válce v roce 1948 tuto oblast ovládl Egypt a byly zřízeny uprchlické tábory. Během suezské krize bylo při masakru v Rafahu v roce 1956 zabito jednotkami izraelských obranných sil v palestinském uprchlickém táboře Rafah 111 Palestinců, včetně 103 uprchlíků. Organizace spojených národů nebyla schopna určit okolnosti úmrtí.
Během šestidenní války v roce 1967 dobyly izraelské síly Rafah jako součást své invaze na Sinajský poloostrov a pásmo Gazy. Populace byla asi 55 000, z nichž pouze 11 000 žilo v samotném Rafahu. V pátek 9. června 1967 izraelská armáda vyhodila do vzduchu 144 domů v uprchlickém táboře Rafah, přitom bylo zabito 23 Palestinců.

### Po roce 1967
V létě 1971 IDF pod velením generála Ariela Sharona zničila přibližně 500 domů v uprchlických táborech Rafah, aby vytvořila hlídkové cesty pro izraelské síly. Tyto demolice vyhnaly téměř 4 000 lidí. Izrael založil nové projekty bydlení v naději na integraci uprchlíků do běžné populace na Sinaji. Mírové jednotky OSN udržovaly v těchto místech kasárna. Poté, co dohody z Camp Davidu v roce 1978 nařídily repatriaci uprchlíků do pásma Gazy, byl pro jejich ubytování vybudován projekt Tel al-Sultan severozápadně od Rafahu.9]
Na egyptskou a palestinskou zónu bylo město rozděleno po summitu v Camp Davidu v roce 2001. Mezi oběma částmi se v podzemí nacházejí pašerácké tunely, kudy se do Pásma Gazy z egyptské strany pašuje osoby, zboží, potraviny, ale i zbraně a rakety pro ostřelování Izraele. V květnu 2004 schválila izraelská vláda vedená tehdejším premiérem Arielem Šaronem další hromadné demolice domů v Rafahu. Proto získal přezdívku „buldozer“. V září 2005 se Izrael stáhl z pásma Gazy, ale Rafah zůstal rozdělený.

## Počet obyvatel
K roku 2017 zde žilo zhruba 171 tisíc obyvatel.
Před začátkem války Izraele s Hamásem zde žilo asi 280 tisíc obyvatel. Poté, co Izrael v říjnu 2023 obyvatele severní části pásma Gazy vyzval k odchodu na jih, tak v přeplněném městě žije podle odhadů 1,3 až 1,5 milionu lidí. Mnoho z nich bydlí ve stanech. Lidé nemají dostatek vody ani jídla. Humanitární organizace na jaře 2024 varovaly před rozvojem hladomoru v Pásmu Gazy. V květnu 2024 ve městě Izrael zahájil vojenskou operaci.

## Galerie

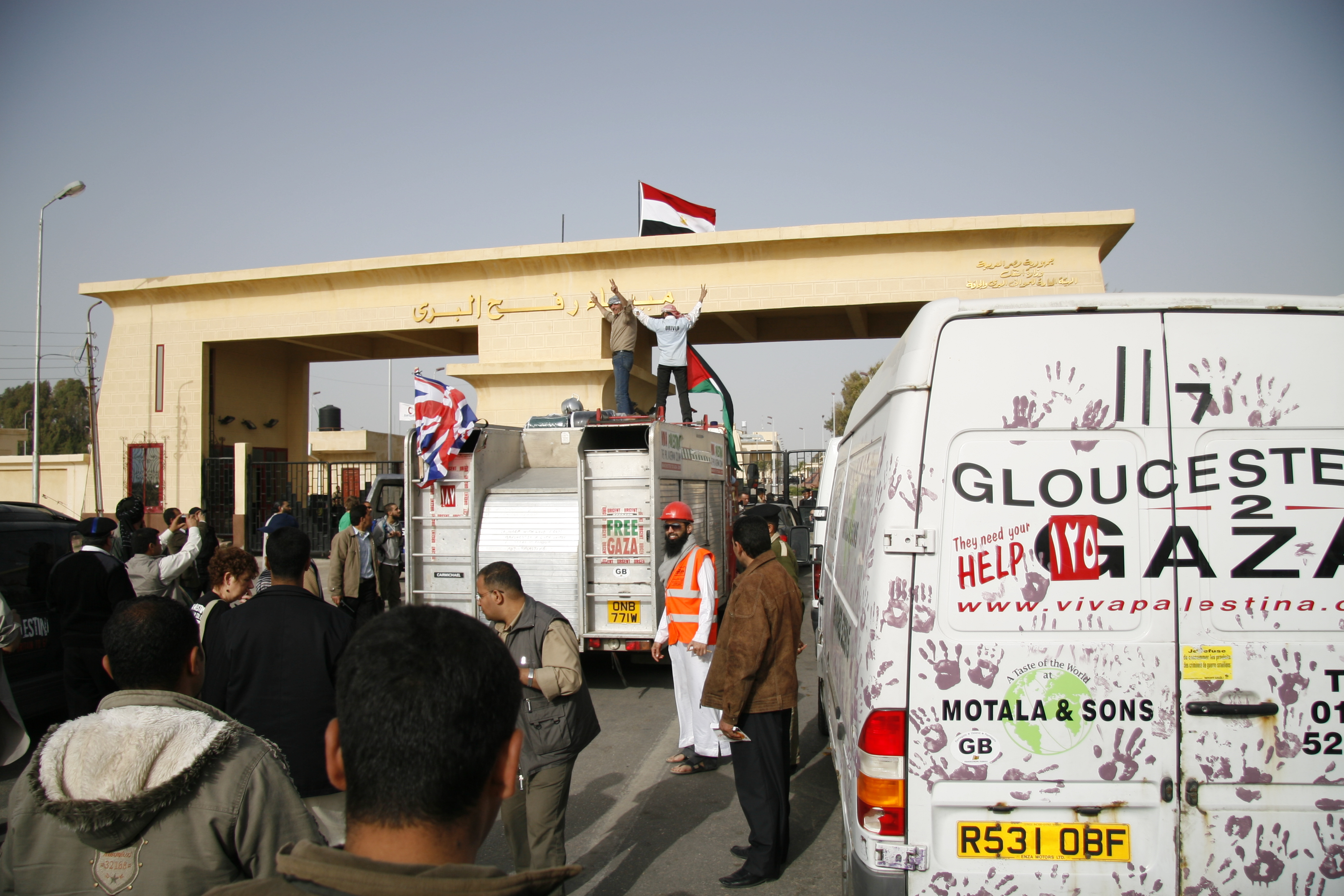
Hraniční přechod
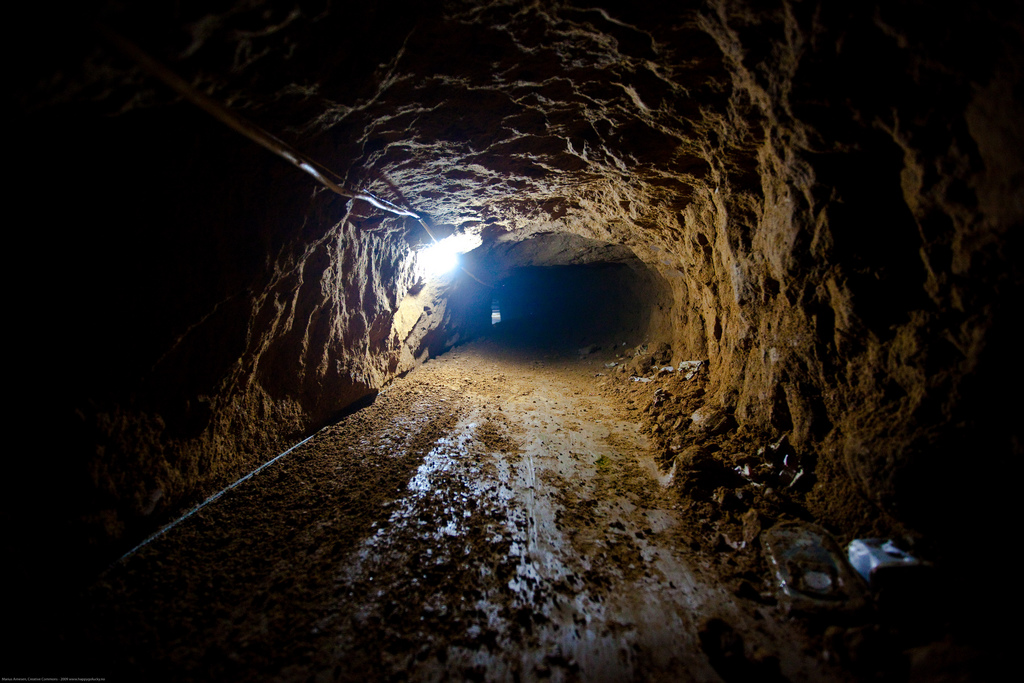
Jeden z pašeráckých tunelů
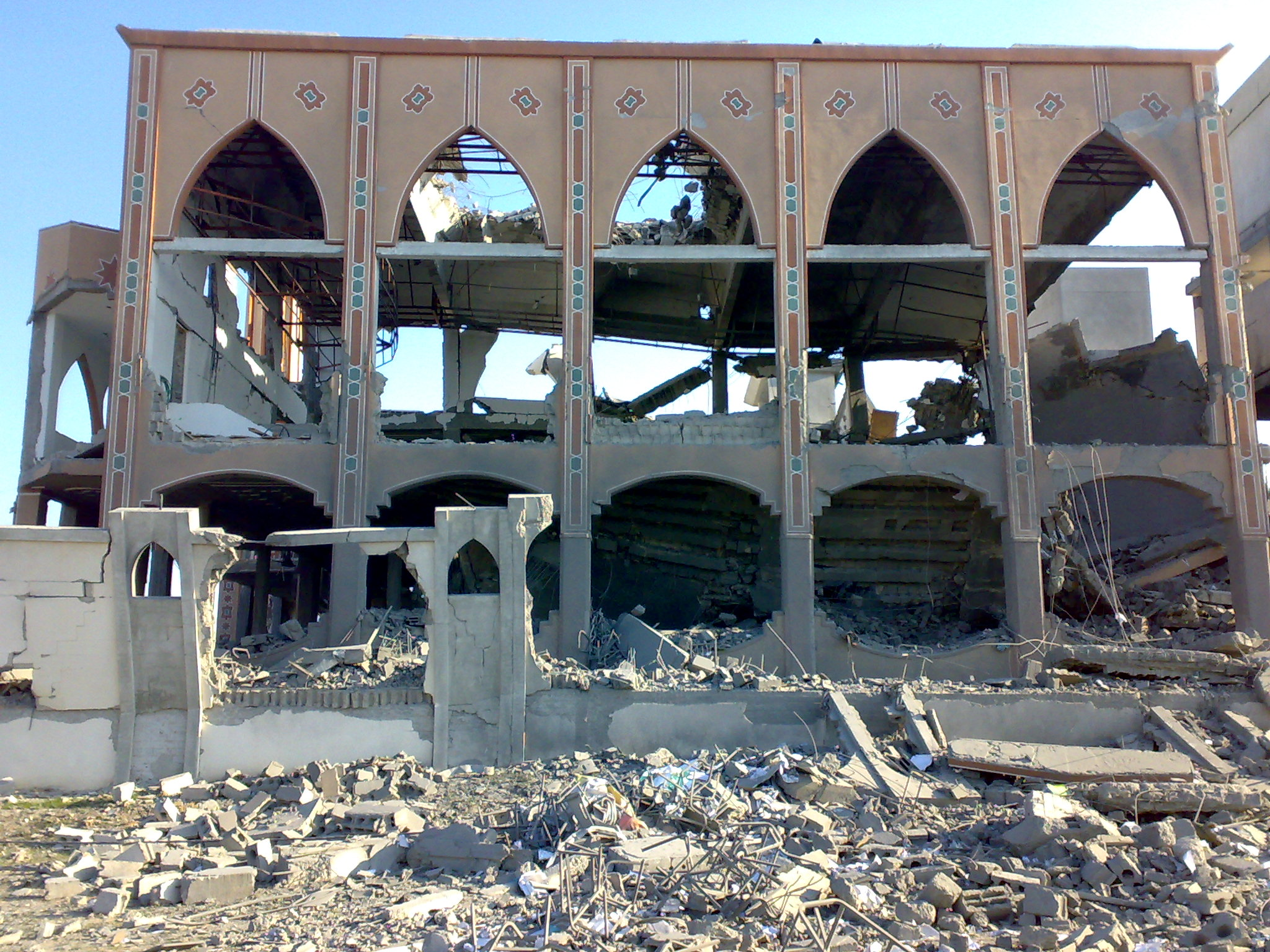
Poničená mešita a škola v roce 2009
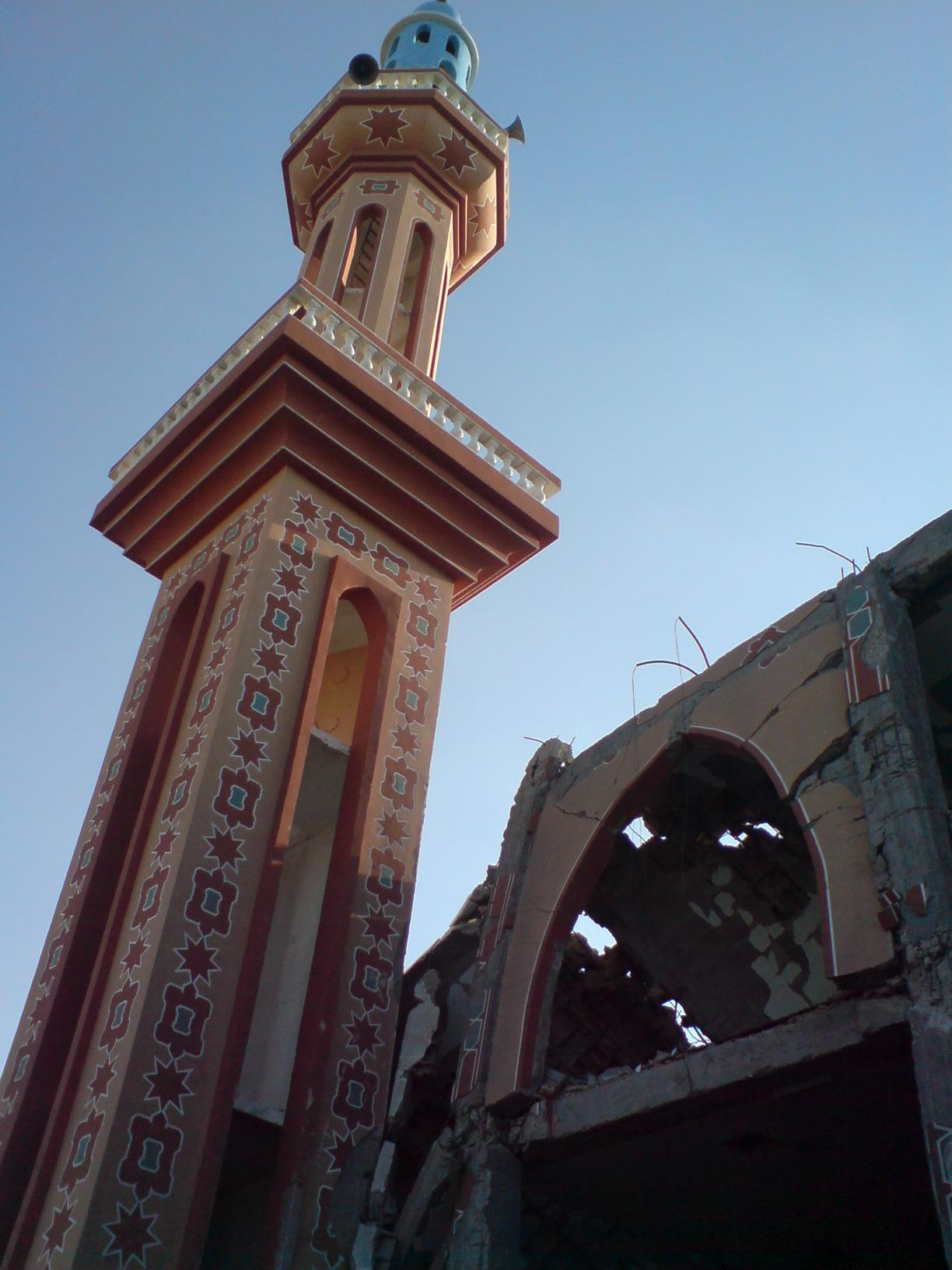
Mešita v roce 2009